# Foufi
Foufi est une série de bande dessinée belge de Kiko inspirée du chat Fenouil de la famille Saunier.

## Synopsis
Foufi habite au pays des mille et une nuits au milieu des fakirs et des tapis magiques. Les principales occupations de ce personnage oriental sont de dormir et de manger des sucreries.

## Personnages
- Foufi, un jeune garçon distrait et au cœur pur. Pour cette dernière raison il peut posséder un tapis magique.
- Le tapis magique, à plusieurs utilisations.
- Le sheikh El Haoui, ami de Foufi.
- Fissa Baba, fils du sultan Bouye. Il rêve de posséder tout ce qu'a Foufi malgré le fait qu'il ait déjà tout.
- Galagalah, il rêve d'être le plus puissant.
- Ahmed et Moustapha, aimeraient avoir le tapis magique de Foufi.

## Publication

### Albums
Éditions Dupuis :
- Foufi et le tapis enchanté (1966) Collection du Carrousel no 7
- Foufi et Kifkif, le petit bourricot (1967) Collection du Carrousel no 12
- Foufi et la lampe d'or (1968) Collection du Carrousel no 21
- Le coffret magique (1968)
- Foufi et le tapis merveilleux (1968)

Éditions MC Productions :
- Le coffret magique (1988)

Éditions Points Image :
- Le petit fou filant (1996, en noir et blanc)
- L'elixir de charme (1998, en noir et blanc)
- Bouffées d'envol (2000, en noir et blanc)

### Revues
- Foufi et l'héritage enchanté, no 1413 au no 1424, Spirou, (1965)
- Les Voleurs volants, no 1425 au no 1434, Spirou, (1965)
- Foufi à la belle étoile, no 1445,Spirou, (1965)
- Foufi et les ronces d'Arabie, no 1470, Spirou, (1966)
- Foufi et les vacances du Pacha, no 1474, Spirou, (1966)
- Le Coffret magique, no 1481 au no 1492, Spirou, (1966)
- Foufi et le pêcheur de perles, no 1496, Spirou, (1966)
- Foufi et la chasse à la pêche, no 1509, Spirou, (1967)
- Foufi the Kid, no 1513, Spirou, (1967)
- Ce merveilleux Foufi volant sur son drôle de crocodile, no 1515, Spirou, (1967)
- Le Marchand d'huile, no 1517, Spirou, (1967)
- Foufi et le Nabab,  no 1528 au no 1532, Spirou, (1967)
- Foufi et la princesse volante, no 1542, Spirou, (1967)
- Foufi et le Shashmouch, no 1548, Spirou, (1967)
- Déconfiture de dattes, no 1549, Spirou, (1967)
- Foufi et les pastèques d'Agouz, no 1553, Spirou, (1968)
- Foufi et le festin du sultan, no 1555, Spirou, (1968)
- Foufi et les attractions d'Orient, no 1572 au no 1574, Spirou, (1968)
- L'Élixir de charme, no 1575 au no 1601, Spirou, (1968)
- Frais de fête, no 1606, Spirou, (1969)
- Le Secret de la montagne, no 1615 au no 1638, Spirou, (1969)
- Cirques, no 1651, Spirou, (1969)
- Le Petit fou filant, no 1656, Spirou, (1970)
- Histoire sans titre, no 1682, Spirou, (1970)
- Moralité, no 1689, Spirou, (1970)
- L'Âne du complot, no 1708, Spirou, (1971)
- Le Trésor de Babââ-Lour, no 1766, Spirou, (1972)
- La Tournée des grandes dupes, no 1823 au no 1843, Spirou, (1973)
- Du balais au palais, no 2089, Spirou, (1978)
- Histoire sans titre,  no 2096, Spirou, (1978)
- Panne au hamac,  no 2104, Spirou, (1978)
- Jumeaux à la noix, no 2139, Spirou, (1979)
- La Raclée, no 2151, Spirou, (1979)